# Mer de Noms
Mer de Noms (Francés "mar de nombres") es el primer álbum de estudio de la banda de rock alternativo A Perfect Circle; este salió en versión disco compacto el 23 de mayo de 2000, posteriormente se imprimió una versión de colección en vinil. El título significa “Mar de Nombres” en francés. Fue certificado como platino por la RIAA el 31 de octubre de 2000. Entró en la Billboard 200 en la posición N° 4 con 188 000 copias vendidas solo en Estados Unidos en la primera semana desde el lanzamiento. El primer sencillo que se desprendió de este disco fue "Judith", seguido por "3 Libras".

## Lista de canciones
Todas las letras escritas por Maynard James Keenan y la música compuesta por Billy Howerdel.
1. «The Hollow» – 2:58
2. «Magdalena» – 4:06
3. «Rose» – 3:26
4. «Judith» – 4:07
5. «Orestes» – 4:48
6. «3 Libras» – 3:39
7. «Sleeping Beauty» (Extended Intro 5:02 LP) – 4:10
8. «Thomas» – 3:29
9. «Renholdër» – 2:24
10. «Thinking of You» – 4:34
11. «Breña» – 4:24
12. «Over» – 2:21
13. «Orestes» (Demo) (Japanese Import Bonus Track) - 3:24

La primera edición para Estados Unidos cuenta solo con las 12 primeras pistas y la edición japonesa cuenta con una pista más, que incluye una versión demo de la canción "Orestes".

## Símbolos

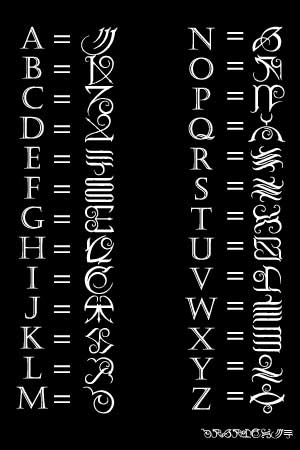
Lista de símbolos encontrados en el disco

Dentro del libro que viene junto con el disco, vienen al azar los nombres de las canciones escritos con símbolos.
Estos también pueden verse en el fondo de la portada. Una forma de descifrar su significado puede ser asociando los símbolos con los nombres de las canciones usando el alfabeto tradicional.
Los símbolos, popularmente son conocidos en Internet como, “APC text”, “Mayan” o “Elegant Mayan”, llegaron a ser sorprendentemente aceptados apareciendo estos en tatuajes, fuentes de computadora, y en trabajos artísticos independientes.
En el trabajo artístico del disco se encuentran 12 fotografías (una por canción), y a su lado el título de la canción, y bajo esta una parte de la letra, todo esto escrito con los símbolos mostrados.
Un ejemplo puede ser el del pulpo rojo, que tiene el nombre de la canción “Orestes” y bajo este "Sever this umbilical residue", que corresponde a parte de la letra de la canción.

## Información sobre el álbum
- La mayoría de las letras de las canciones son dedicadas a gente que el vocalista Maynard James Keenan conoce.
- El título del álbum es “Mar de Nombres” escrito en francés, y la mayoría de los nombres de las canciones consisten en nombres como Judith, Orestes, Magdalena, lo que puede ser considerado como el más posible motivo para el nombre del álbum.
- Los símbolos rúnicos en la portada del álbum deletrean “La cascade des prenoms”, lo que en español significa La cascada de los nombres.
- La canción Judith está dedicada a la madre de Maynard, Judith Marie Keenan quien murió debido a un aneurisma cerebral. Maynard también hace referencia a su madre en las canciones “Wings for Marie (Part 1)” y “10,000 Days (Wings Part 2)” del álbum 10,000 Days de Tool.
- “Renholdër” al revés puede leerse como “Re: D. Lohner”, haciendo referencia a Danny Lohner, miembro actual de Nine Inch Nails, quien tempranamente participó en este proyecto. También, al poner la canción a sonar al revés puede escucharse una voz diciendo a los 22 segundos: “Aleluya, Danny Lohner”.
- La canción “Breña” es sobre la antigua novia de Maynard llamada Jennifer Ferguson, su segundo nombre es Breña.

## Participaron en el álbum
- Maynard James Keenan – Voces, Gourd (en español calabaza), escrito incorrectamente en el álbum como Gord.
- Billy Howerdel – Guitarras, voces secundarias, voces (“Renholdër”), bajo, programación, teclados, piano, producción y mezclas.
- Josh Freese – Batería, percusión.
- Tim Alexander – Batería (“The Hollow”).
- Paz Lenchantin – Violín, arreglo de cuerdas, voces secundarias, bajo (“Sleeping Beauty”).
- Luciano Lenchantin – Viola (“3 Libras”).
- Troy Van Leeuwen – Guitarra principal (“Sleeping Beauty” y “Thinking of You”).
- Draven Godwin – Percusión (“Thomas”).
- Kelli Shafer – Voces (“Renholdër”).
- Alan Moulder – Mezclas.
- Frank Gryner – Ingeniería de percusiones.
- Steven R. Gilmore – Dirección de arte, diseño, manipulación de fotografía digital.
- Sean Murphey – Fotografía.

## Posición en las listas de popularidad
Máximas posiciones alcanzadas en las listas de popularidad:
Álbum
| Año  | Lista               | Posición |
| ---- | ------------------- | -------- |
| 2000 | The Billboard 200   | 4        |
| 2000 | Top Canadian Albums | 5        |
| 2000 | Top Internet Albums | 5        |

Sencillos
| Año  | Sencillo     | Lista                  | Posición |
| ---- | ------------ | ---------------------- | -------- |
| 2000 | "3 Libras"   | Mainstream Rock Tracks | 12       |
| 2000 | "3 Libras"   | Modern Rock Tracks     | 12       |
| 2000 | "Judith"     | Mainstream Rock Tracks | 4        |
| 2000 | "Judith"     | Modern Rock Tracks     | 5        |
| 2001 | "The Hollow" | Mainstream Rock Tracks | 14       |
| 2001 | "The Hollow" | Modern Rock Tracks     | 17       |